# Hubert Reuter
Hubert Reuter (* 16. März 1927 in Borler, Rheinland-Pfalz) ist ein deutscher Agrarwissenschaftler und Ministerialbeamter, der viele Impulse im Bereich der Tierzucht, vor allem Pferdezucht und -rennen setzte. Er war an Anpassungen des Tierzuchtrechts in Europa und nach der Wiedervereinigung im neu gegründeten Bundesland Brandenburg beteiligt.

## Ausbildung
Reuter wuchs als erstes von 3 Kindern in Borler auf. Nach dem Besuch der Volksschule bis zur 5. Klasse wechselte er als Internatsschüler des Bischöflichen Konviktes in die Quarta (heute: 7. Klasse) des Friedrich-Wilhelm-Gymnasiums in Trier. Die Schulausbildung wurde durch die Heranziehung des Jahrganges zum Dienst als Luftwaffenhelfer ab März 1943, mit Einsatz in Trier und Trier-Ehrang erschwert und nach Verlegung der Batterie nach Mannheim unterbrochen. Im November 1944 erfolgte die Einberufung zum Reichsarbeitsdienst, im Januar 1945 zur Wehrmacht. Nach Aufenthalt als Kriegsgefangener im berüchtigten  Rheinuferlager der US-Amerikaner bei Remagen wurde er in ein Lager nach Südfrankreich bei Marseille verlegt und von dort im Juli 1946 nach Hause entlassen. Nach Wiederaufnahme in seine alte Schule schloss Reuter die Schullaufbahn 1947 mit dem Abitur ab. 1947–1949 absolvierte er eine Landwirtschaftslehre auf 2 Betrieben und an der Landwirtschaftsschule in Adenau. Mit dem WS 1949/50 begann er ein Studium der Agrar- und Rechtswissenschaften an der Universität Bonn und wählte später im Hauptstudium den Schwerpunkt Tierzucht. Nach seinem Studium arbeitete er zunächst als Assistent am Institut für Tierzucht der Universität Bonn und war als Referendar zuerst bei der Landwirtschaftskammer Rheinland in Krefeld, dann beim Tierzuchtamt Neuwied und der Landwirtschaftskammer Rheinland-Nassau in Koblenz tätig. Im Juni 1956 legte er die Große Staatsprüfung ab. Ebenfalls 1956 schloss er seine Promotion zum Dr. ing. agr. bei Heinrich Havermann über ein Thema der Geflügelzucht ab.

## Berufstätigkeit
Nach der Staatsprüfung wurde er als Tierzuchtassessor bei der Landwirtschaftskammer Rheinland in Bonn eingestellt und 1962 nach Beförderung zum Landwirtschaftsrat in das Verhältnis eines Beamten auf Lebenszeit berufen. 1964 wechselte er als Referent für Tierzucht an das Ministerium für Ernährung, Landwirtschaft und Forsten des Landes Nordrhein-Westfalen in Düsseldorf. 1965–1968 war er als Sachverständiger für die Harmonisierung der Rechtsvorschriften im Bereich  „Tierzucht und Tierhaltung“ zur EWG-Kommission in Brüssel abgestellt. 1969 erfolgte die Beförderung zum Ministerialrat. Nach seiner Pensionierung 1992 wurde er im Rahmen eines Abkommens zwischen dem Land Land NRW und dem Land Brandenburg zur raschen Eingliederung nach der Deutschen Wiedervereinigung bzgl. der EU-Harmonisierung von Gesetzen und Verordnungen beauftragt, die Anpassung der Tierzuchtgesetze und den Aufbau der Tierzuchtverwaltung zu begleiten. In gleicher Funktion war er auch 1992 für Polen, 1994 für Ungarn und 1997 für Rumänien vor deren EU-Beitritt tätig. Von 1998 bis 2004 war er Vorstandsvorsitzender des Zentralverbandes für Traberzucht und -Rennen (ZVT) e.V. in Münster.

## Ehrenamtliche Tätigkeiten
Neben seiner Berufstätigkeit war Reuter in vielen tierzüchterischen Organisationen und Kommissionen ehrenamtlich tätig, so z. B. beim Zentralverband der Deutschen Geflügelwirtschaft, der World’s Poultry Science Association, im Direktorium für Vollblutzucht und -rennen, bei der DLG, im Deutschen Olympiade-Komitee für Reiterei, der Europäischen Vereinigung für Tierzucht, des Lipizzaner-Zuchtverbandes Deutschland. Ebenso war er in einer Kommission zur Änderung des Rennwett- und Lotteriegesetzes lange Jahre tätig. Auch ein Schwerpunkt seiner ehrenamtlichen Tätigkeiten war der Austausch mit Japan, so war Reuter von 1985 bis 1993 in der Arbeitsgruppe „Tierzucht“ der Deutsch-Japanischen Gesellschaft für Tierproduktion und betreute 1985–1998 den Austausch von Auszubildenden, Studienfahrten und Seminare mit dem Japan Agricultural Exchange Council in Bonn.
Von 1974 bis 1983 war Reuter Beisitzer des Disziplinarsenats beim OVG Münster, sowie 1993 bis 2001 ehrenamtlicher Richter am Verwaltungsgericht Düsseldorf.
Er war Gründungsmitglied und über 14 Jahre im Vorstand des Bürger- und Heimatvereins Düsseldorf-Niederkassel.

## Auszeichnungen
Für seine langjährigen Tätigkeiten wurde Reuter vielfach durch Verbände und Organisationen geehrt. Er ist u. a. Träger der Adolf-Köppe-Nadel der Deutschen Gesellschaft für Züchtungskunde, der Gustav-Rau-Medaille und des Deutschen Reiterkreuzes in Silber der Deutschen Reiterlichen Vereinigung e.V., der Max-Eyth-Denkmünze in Silber  der DLG.
Ihm wurde die Verdienstmedaille der Republik Polen verliehen.
Reuter wurde für sein jahrzehntelanges Engagement in der katholischen Kirche 2002 mit dem päpstlichen Orden Pro Ecclesia et Pontifice ausgezeichnet.
Reuter ist verheiratet und hat zwei Kinder, lebt in Düsseldorf. Er ist seit 1950 Mitglied der KDB Rheno-Guestphalia zu Bonn und zudem Bandphilister der KDB Rheno-Silesia zu Düsseldorf, beide im RKDB.